# 花城大道站
花城大道站是廣州地鐵珠江新城旅客自動輸送系統的車站，位於中國广东省广州市天河区花城廣場中軸線和花城大道交匯處的地底，在2010年11月8日啟用。
本站離鄰近的3、5號線珠江新城站只有約300米的距離，惟兩者並非3、5號線與APM線的正式換乘站。乘客可在本站A出口出站後通過花城匯步行前往珠江新城站。

## 车站结构

### 車站樓層
本站共有三層。地面為花城广场、花城大道、珠江西路、珠江東路以及附近建築；地下一层为花城汇购物中心南区；地下二層為站廳；地下三層為APM線月台。其中车站上方为花城大道CBD隧道，下方則為地鐵5號線行車隧道。
另外，本站与APM线的黄埔大道站、妇儿中心站一样，与花城广场地下空间（花城汇购物中心）合建。
|          | 道路下沉隧道      | 花城大道CBD隧道                     |  |  |
| 地下一层 | 花城廣場 地下空間 | 花城汇购物中心南区                  |  |  |
| 地下二层 | 站廳              | 售票機、客服中心、安检设施          |  |  |
| 地下三层 | 1 站台            | █APM线 林和西方向（下站：妇儿中心） |  |  |
|          | 岛式站台          |                                     |  |  |
|          | 2 站台            | █APM线 广州塔方向（下站：大剧院）   |  |  |
|          | 地鐵隧道          | █5号线 正線行駛區間                 |  |  |

### 站厅

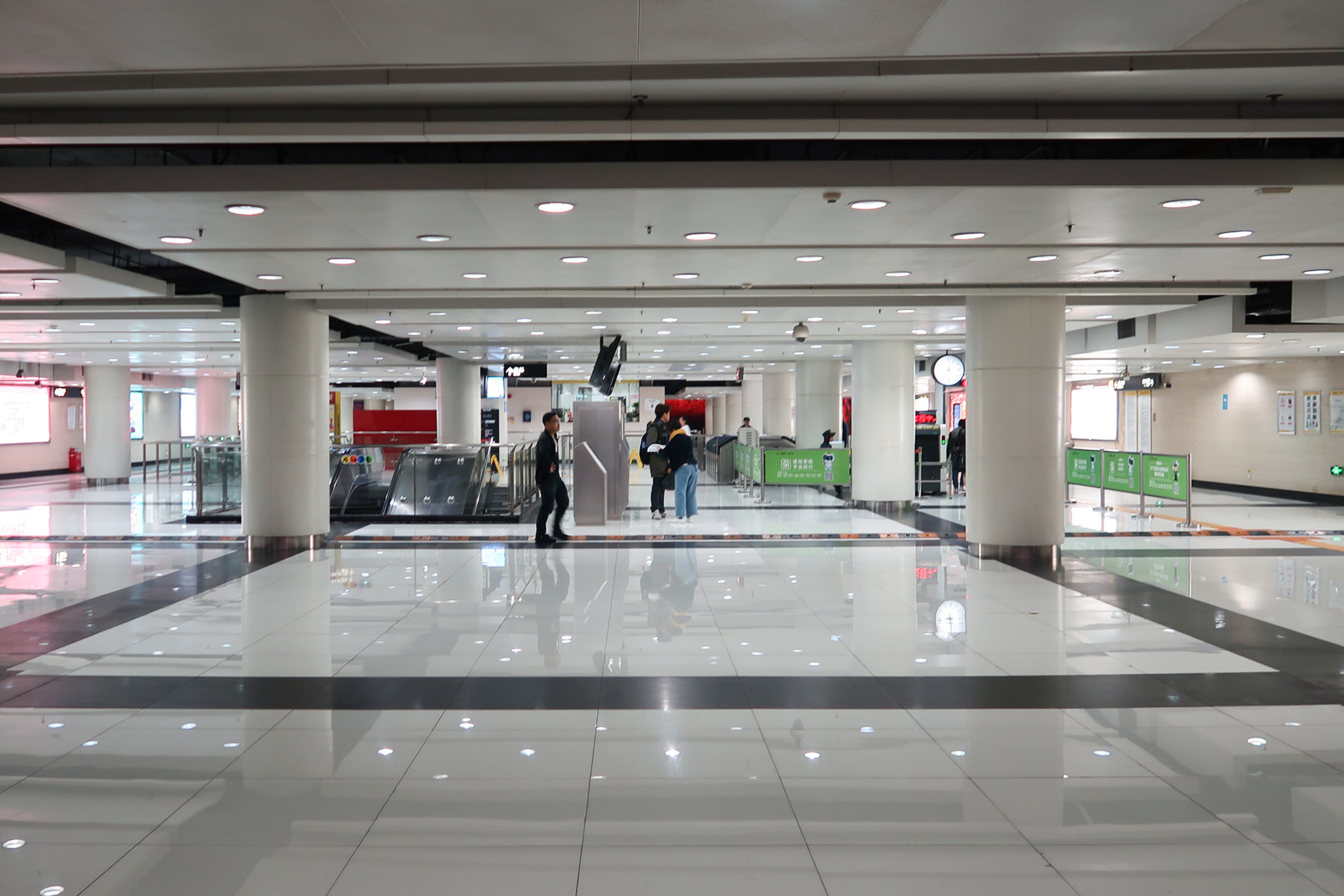
车站大堂

花城大道站的站厅付费区设于站厅中心，付费区内设有一部扶手电梯以及楼梯连接站厅与站台。
站厅设有多部售票机以及客服中心。同时设有一台自動販賣機供乘客使用；与APM线除首末站等沿线车站一样，本站没有设置任何商店。

### 月台
本站设有一个岛式月台，位于花城广场中軸線的地底。
另外，由于月台下方为5号线行车隧道，因此乘客候车时或会听到5号线列车行走通过时的声响。

2号月台全景图

### 出入口
花城大道站共设有2个出入口供乘客进出。
|           |          |      |          | |
| 編號      | 设施     | 照片 | 出口指示 | 建議前往的目的地                                                                                   |
| A         | 盲道标志 |      | 花城广场 | 珠江东路、珠江西路、花城大道、华成路口公交车站、花城广场西公交总站、华成路（高德置地广场）公交总站 |
| B         | 盲道标志 |      | 花城广场 | 珠江东路、珠江西路、花城大道、K11购物艺术中心、K11办公楼                                           |
| 註： 設有 |          |      |          | |

## 利用状况
车站周边邻近广州国际金融中心、地標性建築物、辦公大樓以及金融机构等，吸引部分在附近上班或购物娱乐的乘客乘坐。

## 历史

### 规划与兴建
在珠江新城旅客自动输送系统的规划阶段，就已经设有本站。本站曾根据附近的广州双塔称为双塔站，后来在开通前夕正式命名为花城大道站。
2006年6月30日，珠江新城旅客自動輸送系統（APM線）正式開工，本站作為該線其中一个中途站。2010年11月8日，APM線（林和西至歌劇院）開通試運營，本站正式啟用。

### 车站水浸
花城广场站所处位置地势较低，且由于花城广场地下空间的设计和施工方面存在问题，使得排水设施不畅，车站多次发生暴雨后水浸事件。2011年5月，本站连同APM线的其他车站多次发生漏水和水浸事件，当时地下空间的业主承诺确保尽早完成补漏工作。2015年5月9日午后，广州市区普降暴雨，大量雨水顺出入口楼梯流入车站，导致车站在13时23分紧急关闭，列车不停站通过。在完成积水处理后，车站于当日14时27分重新开放。2021年8月1日18时30分，本站再度因暴雨造成的积水进入车站而暂停服务，列车行经时不停站通过；不久后地铁公司即完成清理，恢复正常运营，但车站外部仍有相当部分积水。